# بلدرچین بیشه‌ای جنگلی
بلدرچین بیشه‌ای جنگلی (نام علمی: Perdicula asiatica) نام یک گونه از سرده بلدرچین‌های بیشه‌ای است.